# Attraktivität
Attraktivität (lateinisch attrahere ‚an sich ziehen, anziehen‘) ist die Anziehungskraft. Auf Menschen bezogen kann sie sowohl auf äußerlichen Eigenschaften (Schönheit) als auch auf Wesenseigenschaften (Charakter, Geist, Charisma, soziale Stellung) oder auf Materiellem beruhen. Sie wird individuell unterschiedlich bewertet und hängt im Wesentlichen von den Erwartungen des Betrachters ab. Als subjektiver Wert ist sie dem sozialen und gesellschaftlichen Wandel unterworfen.

## Attraktivitätsstereotype
Studien zeigen, dass Menschen attraktive Personen für erfolgreicher und kompetenter halten (siehe auch Halo-Effekt) – jedoch nicht für rechtschaffener oder besorgter um andere Menschen. Andere Untersuchungen zeigen, dass bereits Säuglinge attraktiven Gesichtern mehr Aufmerksamkeit widmen, und dass Erwachsene attraktive Gesichter implizit mit positiven Eigenschaften assoziieren.

## Wer ist attraktiv?
Attraktive Gesichter werden in Experimenten oft am Computer erstellt. Dazu wird eine Reihe von Photographien echter Personen per Morphing zu einem Durchschnittsgesicht zusammengemischt. Derartige Durchschnittsgesichter werden von vielen Betrachtern als attraktiv beurteilt. Nach Meinung einiger Autoren könnte die Attraktivität der Durchschnittsgesichter aber mehr auf den Nebeneffekt zurückzuführen sein, dass deren Haut durch das Morphen besonders makellos, glatt, fein und damit im reproduktiven Alter wirkt, als auf die eigentliche Durchschnittlichkeit der Gesichter.
Die wahrgenommene Attraktivität kann durch künstlich geschaffene Symmetrie zwischen den Gesichtshälften erhöht werden. Auch Säuglinge widmen diesen künstlich erzeugten Gesichtern mehr Aufmerksamkeit. Tägliche Erfahrung zeigt, dass lächelnde Menschen spontan als attraktiver eingestuft werden als andere.
Im Tierreich gibt es Belege dafür, dass äußerliche Merkmale und deren Symmetrie bestimmend für die sexuelle Attraktivität sind, beispielsweise das Pfauenrad, das Aufplustern oder Pfeifen von Vögeln bzw. unter höheren Säugetieren die Statur des ältesten Gorillas oder das Geweih der männlichen Hirsche.
In einer 2011 durchgeführten Studie untersuchten Forscher den Zusammenhang zwischen der (Gesichts-)Attraktivität von Säuglingen (im Alter von 24 Monaten und darunter) sowie denselben Personen im jungen Erwachsenenalter (16–18 Jahre), indem die Attraktivität anhand von Fotos bewertet wurde. Tatsächlich wurde kein Zusammenhang zwischen der Attraktivität im Babyalter und im Erwachsenenalter gefunden (keine Korrelation): Aus manchen hübschen Babys wurden also beispielsweise wenig hübsche Erwachsene, während manche wenig attraktiven Babys auch wenig attraktiv blieben. Dies traf auf Männer und Frauen gleichermaßen zu. In einem Alter von fünf Jahren oder zehn Jahren lässt sich die zukünftige Attraktivität jedoch bereits zum Teil vorhersagen (geringe Korrelation).

### Hormonelle Einflüsse
Studien belegen, dass die Beurteilung durch heterosexuelle Frauen von deren Zyklus beeinflusst wird. Befinden sie sich nahe dem Eisprung, bevorzugen sie maskulinere Gesichtszüge (z. B. ausgeprägtes Kinn). Je weiter entfernt der Eisprung ist, desto attraktiver beurteilen sie femininere Merkmale. Eine mögliche Erklärung ist evolutionspsychologisch: Attraktive Gesichter sollen Gesundheit, Kraft und reproduktive Fitness widerspiegeln.
Bei der subjektiv empfundenen Attraktivität eines potenziellen Partners spielt auch das genetische Matching eine Rolle.

### Emotionalisierung
Ein besonderer Einfluss besteht in den bereits vorhandenen Gefühlen gegenüber einer Person: Menschen, die man liebt, findet man attraktiver.

### Sozialisation
Ebenso spielt der soziale Vergleich eine wichtige Rolle. Menschen beurteilen ihre eigene und die Attraktivität anderer entsprechend den Eindrücken, die sie von ihrer sozialen Umwelt haben. So wurde gezeigt, dass Männer ihre Frauen als weniger attraktiv beurteilen, wenn sie kurz zuvor Bilder von sehr attraktiven anderen Frauen sahen.

### Sexualität
In allen Kulturepochen der Menschheit war die sexuelle Attraktivität ein wichtiges Thema. Zahlreiche Beispiele finden sich u. a. in Mesopotamien und im Mittelalter.
Sexuelle Attraktivität ist ein Steuerungsmerkmal der menschlichen Fortpflanzung. Dabei dient es
1. der Selbstdarstellung (Präsentation als gesund und fortpflanzungsfähig) und
2. der Belohnung (Erfolg durch Bevorzugung, Genuss der Beachtung u. a.)[9]

Die Wirkung kann für Person und Betrachter direkt und unmittelbar (beispielsweise durch die sexuelle Handlung), aber auch abstrakt und symbolisch (beispielsweise als Fan) entstehen. In jedem Fall entsteht durch diese Wirkung das Bedürfnis nach Fortsetzung, Wiederholung oder Steigerung.
Da Durchschnittsgesichter am attraktivsten sind, finden sie in den Massenmedien häufig Verwendung. Techniken wie Beautyretusche erhöhen die Attraktivität der Bilder. Zu den universellen Attraktivitätsmerkmalen gesellen sich modische Elemente, wie beispielsweise in den letzten Jahren die Intimrasur, was sich in der jüngeren Pornografie widerspiegelt. Im China der Kaiserzeit galten abgebundene Füße als attraktiv.

## Matching
Matching bezeichnet die Ähnlichkeit in der physischen Attraktivität von Partnern. Untersuchungen haben gezeigt, dass im Mittel ein positiver Zusammenhang zwischen der physischen Attraktivität bei Paaren besteht (das heißt „hübsche Menschen haben meist auch hübsche Partner“). Ebenso erweist sich das Ausmaß des Matching als Vorhersager für die Stabilität der Beziehung. In der Realität findet man oft bei ungleicher äußerer Attraktivität Kompensation durch andere Faktoren, beispielsweise durch wirtschaftlichen Erfolg usw. Dieser Austausch von (sozialen) Gütern gegen Attraktivität findet sich auch im Vertrieb und der Modellprostitution.
Das Hauptergebnis empirischer Untersuchungen von Franklin B. Evans für den Vertrieb lautet beispielsweise: „Je ähnlicher Verkäufer und Kunde einander sind, desto größer ist die Wahrscheinlichkeit, dass ein Kauf zustande kommt. Gemessen wurde dabei die Ähnlichkeit in den Dimensionen Alter, Körpergröße, Einkommen, Religion, Erziehung, politische Einstellungen und Rauchgewohnheiten.“ Bei näherer Betrachtung dieser Dimensionen kann festgestellt werden, dass nonverbale Merkmale – insbesondere Körpergröße und -geruch – für den Menschen Signalwirkung für den potenziellen Status und die Akzeptanz des Gegenübers haben. Dieses Wissen findet beispielsweise über das Streben nach Statussymbolen und aufmerksamer Körperpflege für Verkäufer seinen Niederschlag oder in der Auswahl sozial passender Typologien im Recruiting.

### Populärwissenschaftlich
- Ulrich Renz: Schönheit – eine Wissenschaft für sich. Berlin Verlag, 2006, ISBN 3-8270-0624-4.
- Nancy Etcoff: Nur die Schönsten überleben. Die Ästhetik des Menschen. Diederich Verlag, 2001, ISBN 3-7205-2222-9.
- Bernd Guggenberger: Einfach schön. Schönheit als soziale Macht. Rotbuch, 2001.
- Andreas Hejj: Traumpartner – Evolutionspsychologie der Partnerwahl. 1996, ISBN 3-540-60548-7.
- Karl Grammer: Signale der Liebe. dtv, 1995, ISBN 3-423-33026-0.

### Fachliteratur
Mehr Literatur unter: Attraktivitätsforschung
- Henss, Ronald: „Spieglein, Spieglein an der Wand …“ Geschlecht, Alter und physische Attraktivität. Beltz, München 1992